# 彼得·温特
彼得·温特（英語：Peter Winter，1971年1月17日—），澳大利亚男子田径运动员。他曾代表澳大利亚参加1994年英联邦运动会田径比赛，获得一枚银牌。他也曾参加1996年夏季奥林匹克运动会。